# جورج آرثر (لاعب كرة قدم أسترالي)
جورج آرثر (بالإنجليزية: George Arthur)‏ (1925 في أستراليا - ) هو لاعب كرة قدم أسترالي في مركز نصف الجناح، شارك في الألعاب الأولمبية الصيفية 1956. وشارك مع منتخب أستراليا لكرة القدم. أما مع النوادي، فقد لعب مع Belmont Swansea United FC ‏ وMerewether United FC ‏ وWallsend FC ‏.

## وصلات خارجية
- جورج آرثر على موقع الاتحاد الدولي (مؤرشف)  (الإنجليزية)
- جورج آرثر على موقع أوليمبيديا (الإنجليزية)